# Jeremiah O’Donovan Rossa

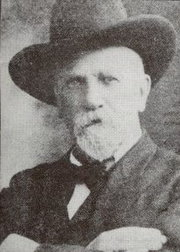
Jeremiah O’Donovan Rossa

Jeremiah O’Donovan Rossa (irisch Diarmaid Ó Donnabháin Rosa, * 10. September 1831 in Ross Carbery, County Cork, Irland; † 29. Juni 1915 in Staten Island, New York City) war ein irischer Agitator.

## Leben
Jeremiah O’Donovan Rossa wurde 1831 als Sohn eines armen Pächters in Rosscarbery bei Skibbereen in der Grafschaft Cork geboren. Er betrieb einen Kramhandel in Skibbereen und gründete dort 1856 die Phönix-Gesellschaft, aus der sich 1858 die Irische Republikanische Bruderschaft entwickelte. Im Dezember 1858 wurde er verhaftet; zwar wurde er bald wieder auf freien Fuß gesetzt, aber sein Geschäft war in der Zwischenzeit zu Grunde gegangen.
Nun widmete sich O’Donovan Rossa gänzlich der politischen Agitation, wurde ein fanatischer, vor keiner Gewalttat zurückschreckender Gegner der englischen Herrschaft in Irland und einer der Hauptorganisatoren der diese Hegemonie bekämpfenden Geheimbünde. Seit 1863 gab er die Zeitschrift Irish People heraus, die unablässig gegen die „blutigen Sachsen“ hetzte, und in deren Redaktionsräumen die Fäden der revolutionären Bewegung zusammenliefen. Eine hier 1865 vorgenommene Hausdurchsuchung lieferte die geheimen Papiere der Bruderschaft in die Hände der Regierung. O’Donovan Rossa wurde am 15. September 1865 abermals verhaftet und zu lebenslanger Gefängnishaft verurteilt. Seine Wahl zum Parlamentsmitglied durch den irischen Wahlbezirk Tipperary wurde 1869 vom Unterhaus für nichtig erklärt. 1870 wurde er aber begnadigt und in Freiheit gesetzt.

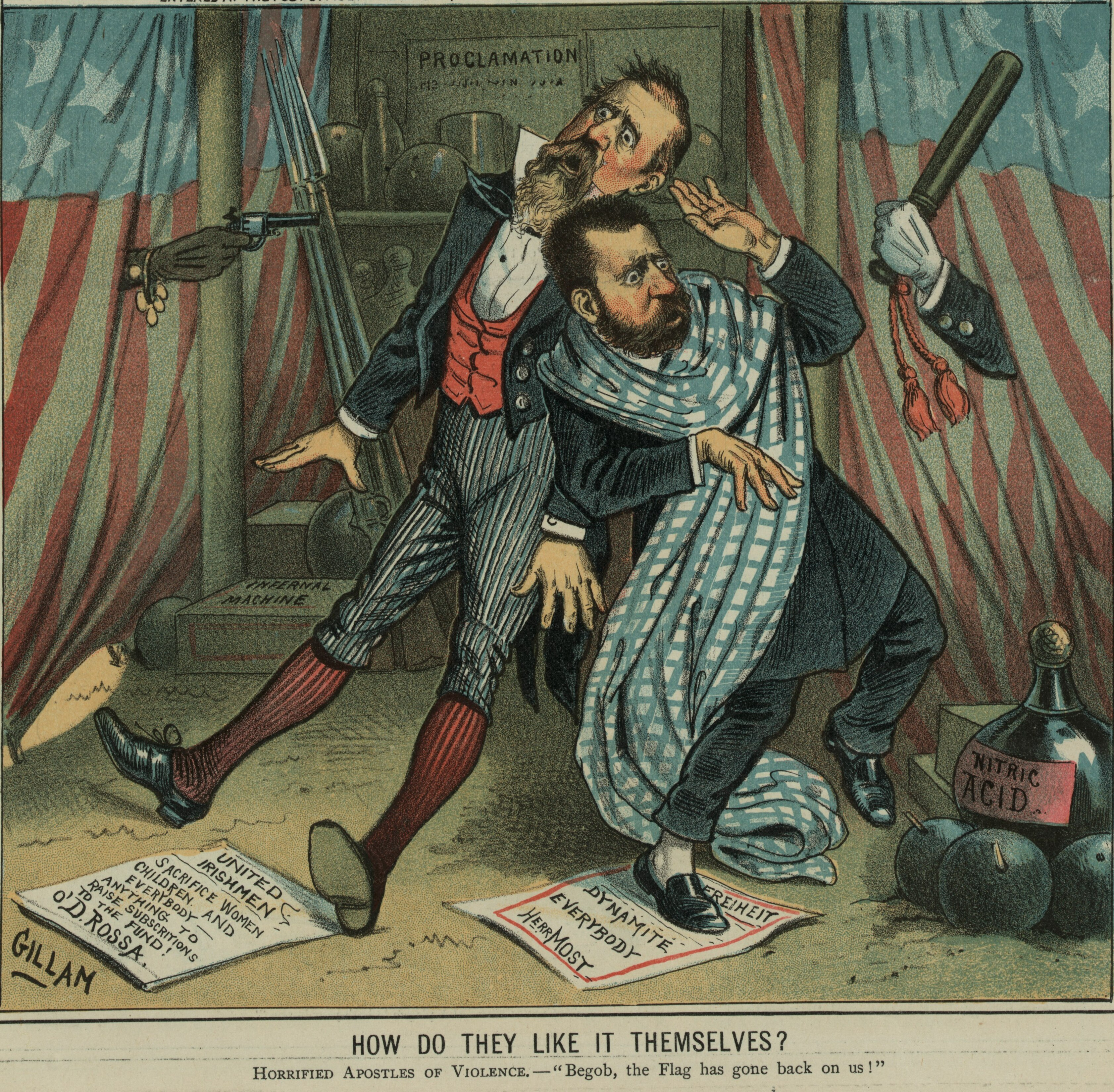
Eine Karikatur aus dem Puck zeigt die vor der ihnen nach ihrer Emigration entgegenschlagenden Gewalt erschreckenden O’Donovan Rossa und Johann Most.

Nun wanderte O’Donovan Rossa in die Vereinigten Staaten aus und trat hier an die Spitze der extremsten Richtung der Fenier. Seine Organe Irish World und seit 1881 United Ireland predigten die Bekämpfung Englands durch Dynamit und Brandstiftung. 1877 hatte er den sogenannten Skirmishing Fund („Scharmützelfonds“) gegründet, eine Sammlung von Geldern zum Zweck dieses Kampfes gegen England. Der Fonds schwoll bis 80.000 Dollar an, wurde ihm aber wegen entdeckter Unregelmäßigkeiten aus der Hand genommen. Eine überspannte Engländerin, Yseult Dudley, verwundete den Verschwörer am 2. Februar 1885 leicht durch einen Pistolenschuss. 1887 wurde er wegen seiner Unzuverlässigkeit aus dem Fenierbund ausgeschlossen. 1898 erhielt er eine Anstellung bei der Stadtverwaltung von New York.
Bereits 1894 war O’Donovan Rossa ein Besuch Irlands erlaubt worden, und 1904 durfte er seine Heimat erneut bereisen. In seinen späteren Jahren war er sehr krank und schließlich an ein Krankenbett des St. Vincent’s Hospital in Staten Island gefesselt, wo er am 29. Juni 1915 im Alter von 83 Jahren starb. Sein Leichnam wurde nach Irland überführt und nach einem Trauerzug, mit dem Abertausende ihn auf seinem letzten Weg begleiteten, am 1. August 1915 auf dem Glasnevin Cemetery beigesetzt. Dazu verfasste Terence MacSwiney eine Gedenkschrift. Am Grab hielt Patrick Pearse die Traueransprache, in der er in einem berühmt gewordenen Satz die christliche Erwartung auf die Auferstehung mit der Zuversicht der Auferstehung der irischen Nation verband: „Das Leben geht aus dem Tod hervor und aus den Gräbern patriotischer Männer und Frauen gehen Nationen hervor.“
Am 22. August 1864 heiratete er die Lyrikerin und politische Aktivistin Mary Jane O’Donovan Rossa.